# Vello Pähn

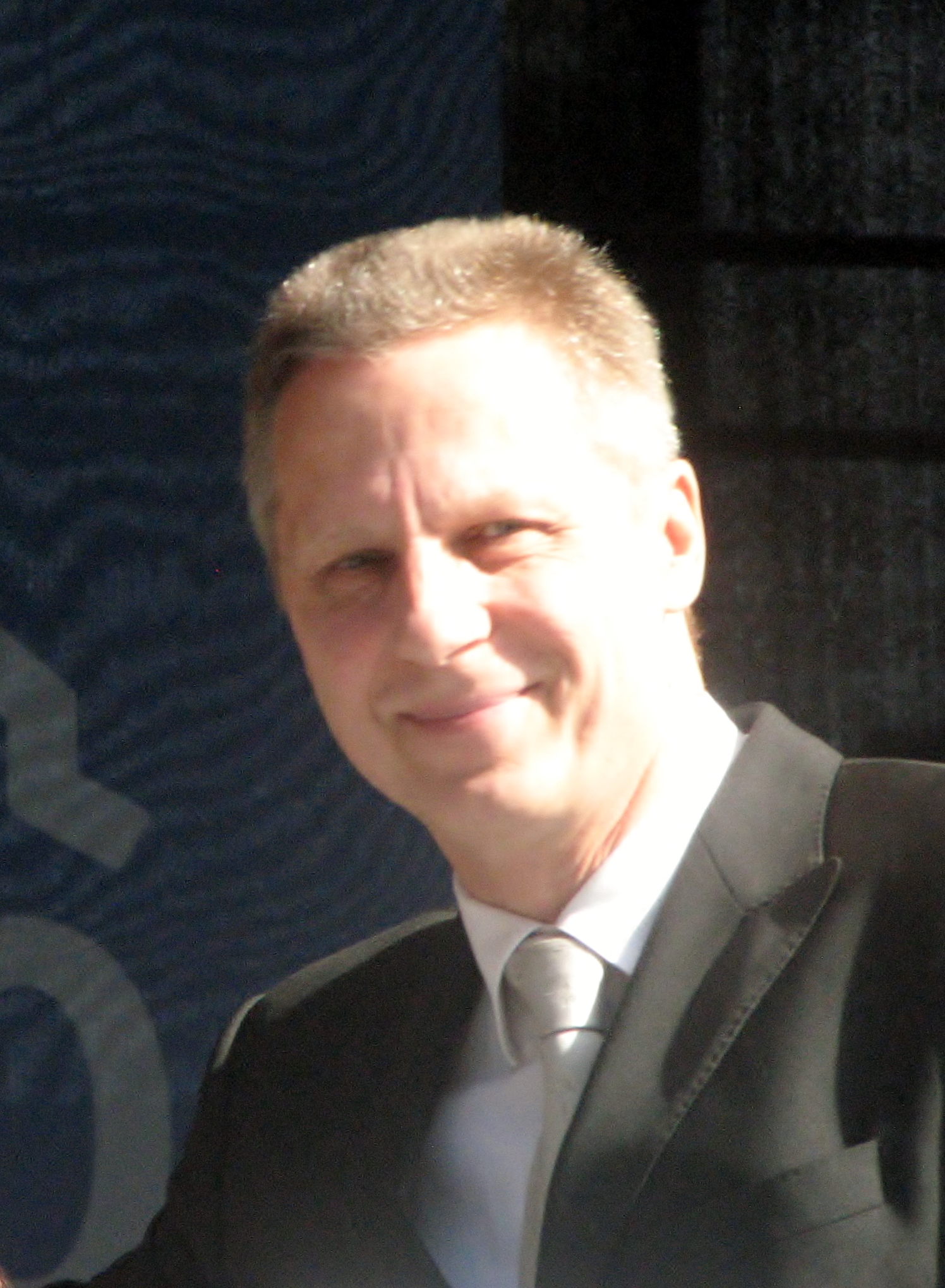
Vello Pähn

Vello Pähn (* 30. Mai 1958 in Tallinn) ist ein estnischer Dirigent.

## Leben und Musik
Vello Pähn schloss 1981 sein Studium im Fach Chorleitung bei Olev Oja am Staatlichen Tallinner Konservatorium (Tallinna Riiklik Konservatoorium) ab. Dort studierte er auch Orchesterleitung bei Roman Matsov. 1986 schloss er das Fach am Konservatorium in Leningrad bei den lettischen Dirigenten Arvīds und Mariss Jansons ab.
Von 1981 bis 1989 war Pähn Dirigent des Sinfonieorchesters des Staatlichen Tallinner Konservatoriums. Seit 1981 dirigiert er an der Nationaloper Estonia in der estnischen Hauptstadt, ab dem 1. August 2012 war er bis 2019 ihr Chefdirigent.
Seit 1988 leitete Pähn auch Aufführungen im Ausland, unter anderem an der Pariser Oper, im Teatro San Carlo in Neapel, bei den Savonlinna-Opernfestspielen, an der Hamburgischen Staatsoper, der Lettischen Nationaloper in Riga, an der Finnischen Nationaloper in Helsinki sowie an der Staatsoper Unter den Linden in Berlin. Von 2003 bis 2007 war Pähn Generalkapellmeister des Orchesters im finnischen Kuopio.
Seit 1992 wird Vello Pähn regelmäßig vom Hamburg Ballett verpflichtet, wo er bisher John Neumeiers „Cinderella“, „Le Sacre du printemps“, die „Fünfte Sinfonie von Gustav Mahler“, „Othello“, „Schwanensee“ und „Die Kameliendame“ dirigierte.